# Zamek Šašov
Zamek Šášov (słow. hrad Šášov) – ruiny zamku w Żarze nad Hronem w kraju bańskobystrzyckim na Słowacji.
Zamek wzniesiony został na północnym skraju Gór Szczawnickich, na stromej skale wznoszącej się nad tokiem Hronu. Dominował nad skrzyżowaniem ważnych dróg handlowych, z których jedna wiodła z Kremnicy do Turca, a druga doliną Hronu z równin naddunajskich do Zwolenia. Po raz pierwszy wspominany był w 1253 r. Znajdował się wówczas w rękach braci Vancha, z których Stefan był arcybiskupem ostrzyhomskim. Obiekt składał się z tzw. zamku wewnętrznego, wzniesionego na planie mocno wydłużonego owalu i niżej położonego podgrodzia. Wejścia do niego broniły dwie okrągłe baszty.

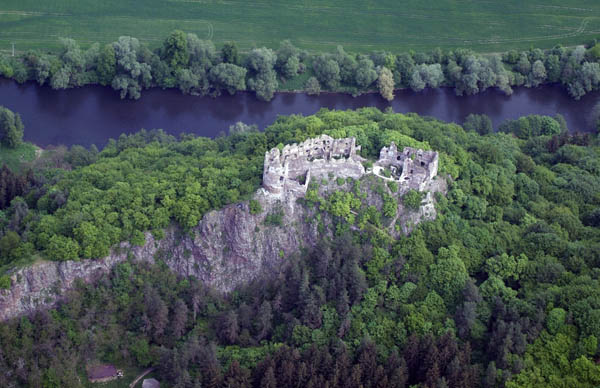
Widok z lotu ptaka

Od początku XIV w. aż do II połowy XVII w. często zmieniał właścicieli. Wraz z sąsiednim zamkiem Revište, położonym bardziej na południe, na drugim brzegu Hronu, bronił dostępu do górniczego rewiru Bańskiej Szczawnicy. Z tego też powodu już w 1320 r. znalazł się w rękach hrabiów, zarządzających bańskoszczawnicką komorą górniczą. W 1424 r. król Zygmunt Luksemburski ofiarował go królowej Barbarze. W 1447 r. miał go w rękach Jan Jiskra. W 1490 r. królowa Beatrycze, żona króla Macieja Korwina, darowała go Dóczym, którzy władali nim do wymarcia rodu w 1647 r. Trzy lata później feudalne „państwo”, którego ośrodkiem był zamek, kupił Kasper Lippay. W 1677 r. zamek został spustoszony przez kuruców Emeryka Thököly’ego. Nieodbudowany, częściowo zanikł w ciągu XVIII w. Obecnie można oglądać jedynie ruiny.
Pod zamkiem prawdopodobnie już w XIII w. powstała wieś Šášovské Podhradie (Szaszowskie Podgrodzie) – dziś część miasta Żar nad Hronem.